# Фосня
Фосня — пасажирський залізничний зупинний пункт Коростенської дирекції Південно-Західної залізниці розташований на двоколійній, неелектрифікованій лінії Коростень — Овруч. Розташований у с. Велика Фосня Овруцького району між станціями Потаповичі та Овруч. На зупинному пункті зупиняються приміські поїзди.